# Gentiana haraldi-smithii
Gentiana haraldi-smithii är en gentianaväxtart som beskrevs av J. J. Halda. Gentiana haraldi-smithii ingår i släktet gentianor, och familjen gentianaväxter. Inga underarter finns listade i Catalogue of Life.